# Igreja de São Tomé (Toledo)

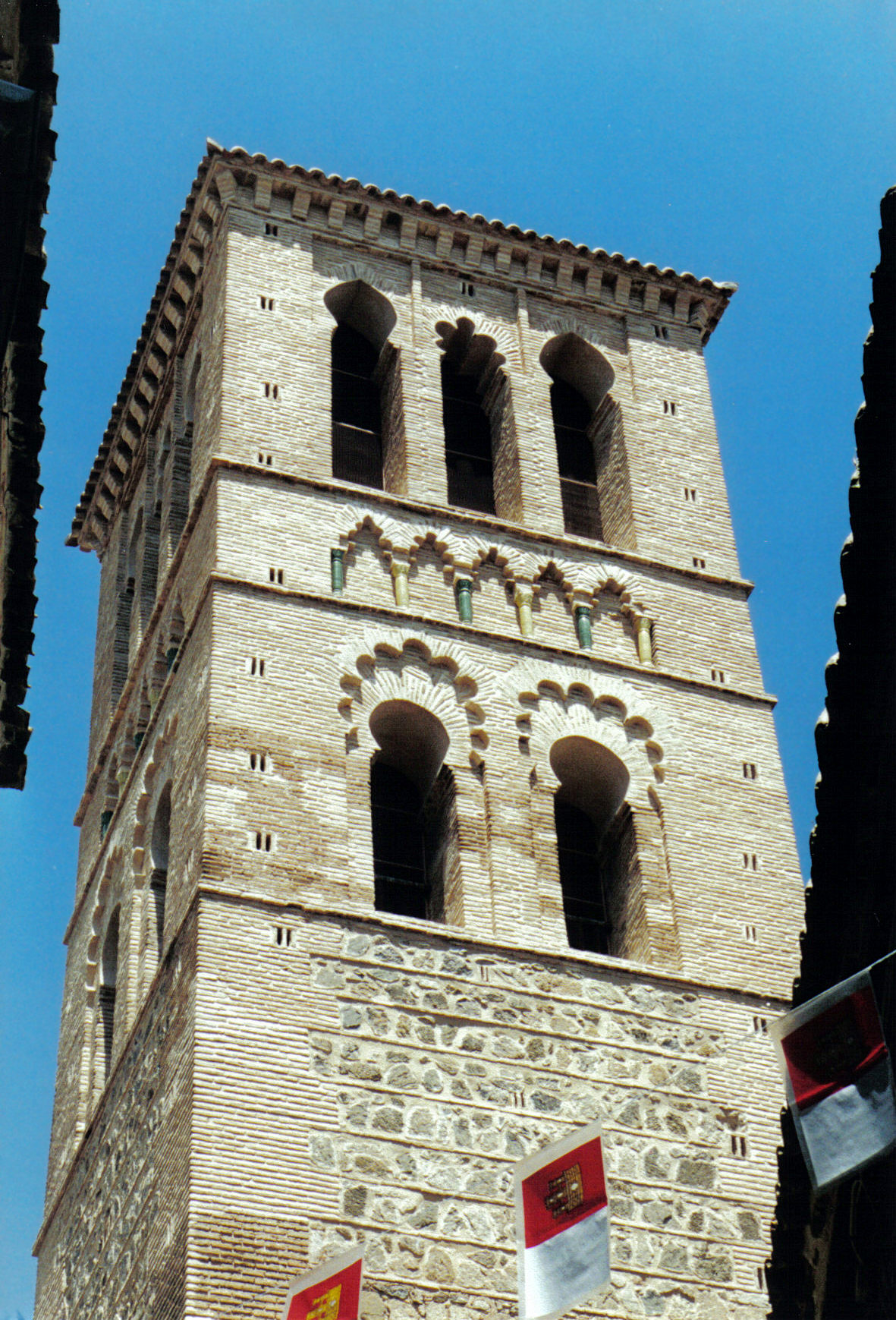
Torre mudéjar com incrustações de cerâmica vidrada, na igreja de Santo Tomé.

A igreja de São Tomé de Toledo ou de Santo Tomás Apóstol é uma igreja localizada no centro histórico da cidade de Toledo, fundada após a reconquista desta cidade pelo rei Afonso VII de Castela. A igreja aparece citada no século XII, como tendo sido construída sobre o chãos de uma antiga mesquita do século XI. Esta mesquita, assim como outras da cidade, foi usada como igreja cristã sem grandes alterações, já que na tomada da cidade não houve destruição de edifícios. No entanto, em inícios do século XIV, por encontrar-se em estado ruinoso, foi totalmente reedificada a cargo de Gonçalo Ruiz de Toledo, senhor de Orgaz, tendo-se transformado o antigo minarete da mesquita em campanário ao estilo mudéjar. A sua fama deve-se sobretudo por albergar no seu interior o quadro O Enterro do Conde de Orgaz de El Greco, que pode ser contemplado acedendo pela parte posterior da igreja.

## Interior
O edifício consta de três naves com cruzeiro, cobertas por abóbadas de canhão e ábside poligonal. Para a construção da capela-mor, numa mescla de mudéjar e gótico flamejante, o senhor de Orgaz mandou derrubar a antiga cabeceira e elevar a cúpula central em forma de estrela de oito pontas com as nervuras pintadas. Do lado do evangelho, perto do altar-mor, uma porta conduz à entrada da torre-campanário, que pode ser subida por meio de uma escada.
Nas capelas encontram-se dois retábulos barrocos, um plateresco e uma pia baptismal do século XVI. Destacam-se uma imagem da Virgem Maria em mármore do século XII, e o retábulo com elementos jónicos da capela-mor, datado do século XIX, que substituiu um anterior churrigueresco. Neste retábulo encontra-se na parte central o quadro "Incredulidade de São Tomé", do pintor Vicente López Portaña.
Na capela-mor jaz sepultado com sua mulher Pero Lopes de Ayala, 1º Conde de Fuensalida.

### Capela da Conceição

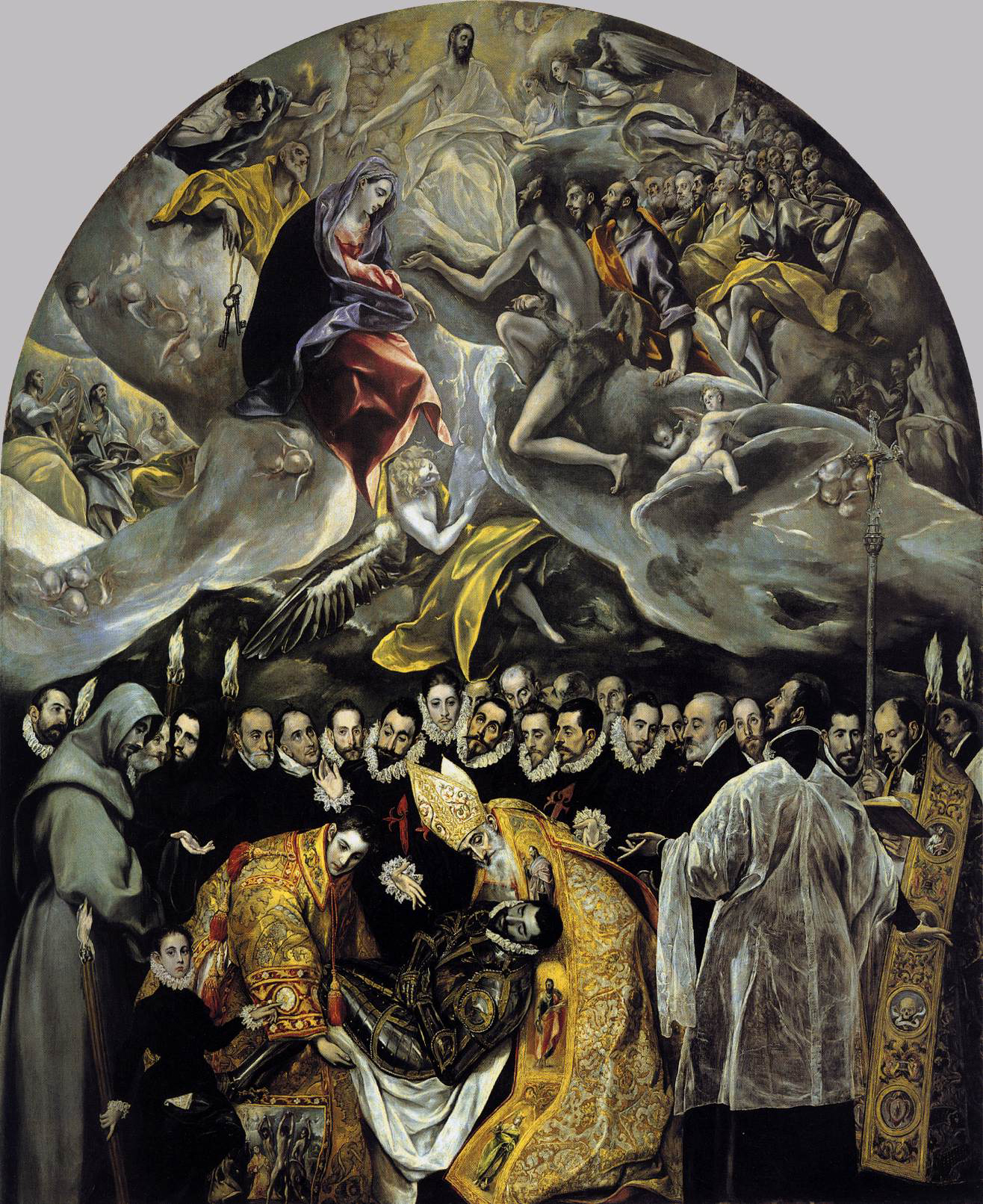
O Enterro do Conde de Orgaz na Igreja de São Tomé.

Aos pés da nave correspondente ao lado da Epístola, na chamada capela da Conceição, encontra-se enterrado, por pedido próprio feito no seu testamento, Gonçalo Ruiz de Toledo, alcaide de Toledo e benfeitor deste templo, falecido em 1323. Segundo uma lenda, no seu enterramento apareceram Santo Estêvão e Santo Agostinho para colocá-lo na sua sepultura. Este milagre é o que se representa sobre o seu túmulo, na pintura O Enterro do Conde de Orgaz, realizada por El Greco em 1584 por encargo do então pároco da igreja, Andrés Núñez de Toledo, o qual por essa ocasião fez várias reformas na mencionada capela. Essas reformas constituíram na criação de uma nova planta quadrangular coberta por uma abóbada de média esfera, e no adossamento às paredes laterais de quatro arcos de volta perfeita, dentro de um dos quais se colocou uma lápide gravada com a explicação do milagre, e por cima dela, adaptando-se ao arco da parede, a pintura.

A inscrição do epitáfio em latim, a letras douradas sobre mármore negro, foi realizada por Alvar Gómez de Castro.
| D. V. et P. Támetsi properas, Siste Paululum Viator, et antiquam urbis nostre historiam paucis accipe. Dñs. Gonsalvus Ruiz á Toleto Orgacii Oppidi Dñs. Castelle major Notarius, inter caetera sue pietatis monumenta, Thomae Apostoli, quam vides aedem, ubi sé testamento jussit condi, olim augustam et malesartam, laxiori spatio, pecunia sua instaurandam curavit, additis multis, cum argenteis tum aureis donariis. Dum eum humare Sacerdotes parant, ¡ecce res admiranda et insolita! Divus Estéphanus et Augustinus caelo delapsi propis manibus hic speliernunt. ¿Que causa hos Divos impulerit? Quoniam longum est, Agustinianos Sodales non longa est via: si vacat, roga. Obiit anno Xpi. M.CCC.XII. Caelestium gratum animum audisti: Audi jam mortalium inconstantiam. Eclesie hujus Curioni et Ministris, tum etiam Parroquie pauperibus arietes 2, gallignas 16, vini uteres 2, lignorum vecturas 2, nummos quos nostri Morapetinos vocant 800 ab Orgatiis Quotannis percipiendos idem Gonsalvus testamento legabit. Illi, ob temporis diuturnitarem,rem obscuram fore sperantes, cum duobus ab hinc annis pium pendere tributum recusarent, Pintiani conventus sentencia convicti sunt. Anno Ch. M.DLXX. Andrea Nonio Matritano hujus templi Curione, strenue Defendente, et Petro Rusio Durone Economo. | Al Dios de los vivos y de los difuntos Aunque vayas deprisa, detente un poco, caminante , y escucha en muy pocas palabras una antigua historia de nuestra ciudad. D. Gonzalo Ruiz de Toledo, Señor de la villa de Orgaz y Notario mayor de Castilla, entre otras pruebas que nos dejó de su piedad, cuidó de que á su costa se restaurase con mayor amplitud esta iglesia que estas viendo de Santo Tomás Apóstol, antes angosta y mal fabricada, en la cual ordenó por su testamento le diesen sepultura, y la hizo además donativos de oro y plata. Cuando los sacerdotes se preparaban á enterrarle ¡mira que cosa tan rara y maravillosa! San Esteban y San Agustín bajan del cielo y le sepultan con sus propias manos. ¿Cuál pudo ser la causa que impulsase a estos Santos? Por cuanto sería largo de contar, no están muy lejos de aquí los religiosos Agustinos; si tienes tiempo vé allá y pregunta, que ellos te lo dirán. Falleció año de Cristo 1312.Ya has oído los efectos de la gratitud de los habitantes del cielo; oye ahora la inconstancia de los mortales. El mismo Gonzalo mandó en su testamento que los vecinos de Orgaz pagasen todos los años para el cura, ministros y pobres de esta parroquia, 2 carneros, 16 gallinas, 2 pellejos de vino, 2 cargas de leña y 800 maravedises. Pero los tributarios esperando que el trascurso del tiempo habría oscurecido el derecho rehusaron estos años pasados satisfacer la manda, mas fueron competidos á hacerlo por sentencia de la Audiencia (ó Chancillería) de Valladolid, en el año de 1570 habiéndolo defendido valientemente Andrés Nuñez de Madrid, cura de este templo, y Pedro Ruiz Duro su mayordomo. |

## Torre exterior
O antigo minarete, reconstruído no século XIV pelo senhor de Orgaz, é de planta quadrada, no que pode ser chamado de mudéjar toledano, com alvenaria e tijolos muito bem conservados, baseada na da Igreja de São Romão, da mesma cidade. A torre contém incrustações de cerâmica vidrada, e nos seus dois corpos superiores, em duplo campanário, abrem-se grupos de duas a três janelas, e entre estes dois pisos uma decoração em modo de friso de arcaria cega com arcos lobulados e separados por pequenas colunas de barro cozido vidrado. O remate fez-se com uma espécie de cordão de «dentes de serra».
Junto a uma janela geminada do segundo piso da torre encontra-se encastrada uma placa-nicho visigótica em mármore branco com vieira e cruz patada adornada com as letras alfa e ómega, estudada como uma peça semelhante ao protótipo produzido nas oficinas de Mérida, que haviam estendido a sua influência aos de Toledo.

## Bibliografía
- Fernández González, Demetrio (2003). Gonzalo Ruiz de Toledo, Señor de Orgaz: (1323). Toledo: Instituto Teológico San Ildefonso. ISBN 978-84-93253585
- González Simancas, Manuel (2005). Toledo: Sus Monumentos Y El Arte Ornamental. Valladolid: Maxtor. ISBN 84-9761-148-9
- de Mariátegui, Eduardo (1866). Crónica de la provincia de Toledo. Madrid: Ronchi y Compañía
- Parro, Sixto Ramón (1857). Toledo en la mano o descripción histórico-artística de la magnífica catedral y de los demás céleb res monumentos: tomo II. Toledo: Imprenta y Librería Severiano López Fando